# Belle Delphine
Mary-Belle Kirschner (Ciutat del Cap, Sud-àfrica, 23 d'octubre de 1999), coneguda professionalment com a Belle Delphine, és una celebritat anglesa d'Internet, actriu pornogràfica, model i youtuber sud-africana. Els seus comptes de xarxes socials presenten modelatge eròtic i cosplay, de vegades combinant els dos. El personatge en línia de Delphine va començar el 2018 a través del seu model de cosplay a Instagram. Les seves publicacions a la plataforma sovint estaven influenciades per memes i tendències populars.
A mitjans de 2019, va obtenir notorietat creant un compte satíric de Pornhub on una "GameGirl venia com a producte una aigua de bany a través de la seva botiga en línia". Poc després, el seu Instagram va ser eliminat a causa de violacions de directriu comunitària. Després d'un hiat des d'octubre 2019 fins al juny de 2020, va arrencar un perfil a OnlyFans en el qual publicà contingut per adults i va començar carregant vídeos de música del YouTube notablement explícits.
Els mitjans l'han descrita com una "e-girl" i un encreuament entre un troll d'Internet i una artista de performance. Delphine també s'ha citat com una influència en l'estil e-girl que solen adoptar els usuaris de TikTok.

## Vida primerenca
Delphine va néixer a Sud-àfrica el 23 d'octubre de 1999. Va créixer a Ciutat del Cap, on es va criar en una casa cristiana devota. Després que els seus pares es van divorciar, ella i la seva mare es van traslladar a Anglaterra i es van establir a Lymington, Hampshire. Des de desembre de 2020, viu a Hove, Anglaterra.
En la seva adolescència, Delphine va ser "una àvida observadora del gènere antipolítica de YouTubers com iDubbbz i també va gaudir de veure el personatge de paròdia Filthy Frank en línia. Va assistir a l'escola Priestlands a Pennington, Hampshire, però va abandonar els estudis als 14 anys a causa de l'assetjament en línia. Delphine va expressar que va ser aïllada pels seus companys de classe després que aquests van difondre captures de pantalla dels seus acudits d'humor negre. Al voltant d'aquesta època, va ser tractada per a la depressió. Va trobar feina com a cambrera, cangur i barista. També en aquesta època va començar a publicar imatges "de baixa resolució i poc il·luminades" del seu cosplay al seu compte de Facebook, que després es va eliminar.

## Carrera en línia

### Primers anys i modelatge d'Instagram
Delphine té un compte d'Instagram des del 2015. I el juliol de 2016, va registrar un compte de YouTube. El mes següent, va penjar el seu primer vídeo, un tutorial de maquillatge. El 2018, Delphine va començar a penjar regularment fotos de la seva afició al modelatge a Instagram, utilitzant accessoris com ara perruques de color rosa, mitges fins a la cuixa i orelles de gat per ajudar a crear el que va descriure com una estètica "estranya noia elf gatet". També produïa regularment contingut relacionat amb el cosplay, que incloïa personatges com Harley Quinn i D.Va. El març de 2018, Delphine va llançar un compte de Patreon, on els seguidors podien rebre accés als seus conjunts de fotos "lascives". Al setembre, va penjar un segon vídeo de YouTube amb un recorregut per la seva habitació. Rolling Stone va assenyalar que el seu estil en aquest segon vídeo estava més en línia amb el qual va adoptar després durant el seu ascens al protagonisme, que van descriure com "estrella porno de princeses alienígenes de Disney".
La popularitat de Delphine va augmentar notablement a la tardor del 2018. Va «pujar ràpidament a la part superior de la pàgina 'Per a tu' a TikTok»⁣, després de participar en les tendències i reptes de la plataforma. La imatge de Delphine es va estendre posteriorment al voltant de 4chan i Reddit, on els usuaris van elogiar el seu "enfocament irònic de thotting en línia" com a "geni" i "art de performance brillant". El nombre de seguidors d'Instagram de Delphine va augmentar de 850.000 el novembre de 2018 a 4,2 milions el juliol de 2019. El seu contingut va començar a incloure de manera notable i freqüent expressions facials ahegao, que són expressions exagerades que sovint apareixen a l'anime per a adults per significar un orgasme. Complex Networks va declarar que Belle "va publicar clips d'ella mateixa menjant tímidament un ou cru, closca i tot". A les publicacions també es podien trobar muntatges amb ella jugant amb un pop mort en una escena molt acolorida.
A mesura que la seva popularitat creixia, Delphine va començar a generar controvèrsia pel seu contingut. El gener de 2019, el creador de contingut per a adults Indigo White va al·legar que, mentre era menor d'edat, Delphine va fer passar les fotos d'altres treballadores sexuals com a pròpies. Un vídeo de febrer, en què Delphine ballava una cançó sobre el suïcidi mentre sostenia una pistola, també va generar controvèrsia. Poc després de publicar-se, van circular per Internet rumors falsos sobre la seva mort.

### Compte de Pornhub i acrobàcies de GamerGirl Bath Water
El juny de 2019, Delphine va fer una publicació a Instagram en la qual es va comprometre a crear un compte de Pornhub si la publicació arribava a 1 milió de m'agrada. Pornhub va respondre a la publicació, titllant-la de "la millor notícia". La publicació ràpidament va guanyar més d'1,8 milions de m'agrada; i com es va prometre, Delphine va crear un compte de Pornhub, al qual va penjar 12 vídeos. Tots els vídeos eren vídeos de trolls que presentaven títols i miniatures enganyosos i no eren sexualment explícits. Cadascun dels vídeos va rebre ràtios de no m'agrada pobres, que oscil·laven entre el 66% i el 77% de no m'agrada. Pornhub Insights va publicar un informe d'estadístiques que detallava que els vídeos de Delphine es van convertir en els que més no van agradar de la història del lloc web. Un dels vídeos, titulat "PEWDIEPIE goes all the way INSIDE Belle Delphine", era un clip d'un minut de durada que mostrava "una Delphine amb les orelles de gat menjant una foto del YouTuber PewDiePie, fent l'ullet per tot arreu". El vídeo va obtenir una resposta semblant en forma de broma per part de PewDiePie. Més tard, el 2019, Delphine va guanyar el premi Pornhub a les millors celebritats. Al desembre, l'informe d'estadístiques anuals de Pornhub va enumerar Delphine com la celebritat més cercada el 2019; "Belle Delphine" també va ser el quart terme més cercat del lloc durant l'any.
L'1 de juliol de 2019, Delphine va llançar la seva botiga en línia, que incloïa un producte anomenat "GamerGirl Bath Water" (aigua de bany d'una noia de videojocs). El producte es va comercialitzar com les restes de l'aigua del bany en un pot i tenia un preu de 30 dòlars (24 £). Delphine va declarar que la idea que el producte provingués de l'aigua de la seva banyera va sorgir dels comentaris continuats dels fans a les seves fotos dient que beurien l'aigua del seu bany. En vendre inicialment el producte, Delphine va afegir la nota: "Aquesta aigua no és per beure i només s'ha d'utilitzar amb finalitats sentimentals". La primera tirada de l'aigua del bany es va esgotar en tres dies. El producte va rebre polèmica, cobertura mediàtica i mems d'Internet. Dos dies després que el producte d'aigua de bany es va esgotar, es va crear un lloc web per intentar capitalitzar el seu èxit, venent "GamerGirl Pee" (orina de noia de videojocs) per poc menys de 10.000 dòlars, però es va confirmar que això no estava associat amb Delphine. @BakeRises, un usuari de Twitter prohibit des d'aleshores, va fabricar un titular al·legant que el producte de Delphine va causar un brot d'⁣herpes, notícia que després que es va desmentir. També van sorgir respostes de vídeos de YouTube amb persones suposadament bevent, cuinant i vaporitzant l'aigua del bany.
EJ Dickson, de Rolling Stone, va assenyalar que la campanya de l'aigua del bany de la noia jugadora de videojocs Delphine, va alterar els mitjans de comunicació que explicaren com "Delphine es reia de la ingenuïtat dels seus fans i aplaudia els seus coneixements de màrqueting". Katie Bishop, escrivint per a The Guardian, va informar que la venda va ser "àmpliament burlada". Patricia Hernández de Polygon va opinar: "El que és curiós de l'enrenou lateral de Delphine aquí és que sembla ser una barreja de negocis i d'art escènic de nou nivell. Al vídeo que anuncia l'aigua del bany, ella ho diu directament com una acrobàcia. I si ens fixem en la seva obra més àmplia a Instagram, el treball de Delphine es defineix per la seva voluntat d'anar cap aquesta tendència."
En resposta a la seva major exposició pública, Delphine va ser entrevistada per The Guardian; ella va declarar "Tinc sort. Puc fer coses boges i veure com el món reacciona davant d'això, i sens dubte hi ha gaudi, encara que de vegades fa una mica de por. Tinc una reacció més gran al meu contingut més estrany, però crec que això només és possible perquè també faig contingut arriscat". Va afegir: "Crec que ha estat increïble i divertit, però és hora de passar a coses noves. Tinc un diari al costat del meu llit ple d'idees boges. No estic segur de què superarà això, però estic desitjant veure què vindrà després".

### Prohibició del compte d'Instagram i interrupció de les xarxes socials
El 19 de juliol de 2019, el compte d'Instagram de Delphine va ser prohibit. Un portaveu d'Instagram va declarar que el seu compte havia infringit les directrius de la comunitat, tot i que no es va proporcionar la publicació o el motiu específic. En el moment de la prohibició, el compte "belle.delphine" havia acumulat més de 4,5 milions de seguidors, segons Business Insider i Social Blade. Business Insider va informar que "semblava que hi havia un esforç coordinat per reportar el compte de Delphine" i prohibir-lo.
Delphine va continuar utilitzant els seus comptes de Patreon i Twitter. En un moment donat, el seu compte de Patreon tenia més de 4.400 seguidors. Polygon va assenyalar que "almenys un home" va gastar 2.500 dòlars a canvi d'una conversa personal d'⁣Skype amb Delphine. A finals d'agost, Delphine es va tornar inactiva a les seves plataformes de xarxes socials, fent que molts seguidors de Patreon creguessin que estaven sent estafats pel contingut que s'havia promès anteriorment.
El 7 d'octubre de 2019, Delphine va tuitejar una imatge de la seva foto policial, amb un subtítol que detallava que va ser arrestada. La imatge contenia una marca d'aigua del "Servei de Policia Metropolitana⁣", tot i que no hi havia cap prova externa d'una detenció per part de la Policia Metropolitana o d'altres. Més tard, Delphine va declarar que algú li havia robat el seu hàmster en una festa i que va vandalitzar el cotxe d'aquesta persona com a represàlia, donant lloc a la seva detenció. Publicacions en línia i usuaris van qüestionar l'autenticitat de les seves afirmacions, mentre que la Policia Metropolitana va declarar que "no van poder revelar cap informació" sobre la detenció a causa de la Llei de protecció de dades. Delphine va penjar el seu quart vídeo de YouTube el novembre de 2019, abans de fer una pausa.

### Transició a OnlyFans i contingut pornogràfic
El juny de 2020, Delphine va tornar a les xarxes socials amb un vídeo musical de YouTube parodiant la cançó "Gooba" del raper nord-americà 6ix9ine. El vídeo també va promocionar els seus comptes d'Instagram, TikTok i OnlyFans recentment llançats. Més tard va ser prohibida de TikTok. The Spectator i Business Insider van informar que el seu compte OnlyFans assolia més d'1,2 milions de dòlars (1 milió de lliures) al mes. Al setembre, Delphine va penjar un vídeo musical per a la cançó "Plushie Gun" de Doll.ia, que la mostrava fent twerking, llepant una fulla d'afaitar i jugant amb pistoles de joguina.
El 20 de novembre, el canal de YouTube de Delphine es va cancel·lar sense avís "a causa de violacions múltiples o greus de la política de YouTube sobre nuesa o contingut sexual". Aquesta terminació es va produir gairebé immediatament després que el vídeo "Plushie Gun" de Delphine fos eliminat per infringir les directrius de contingut sexual de la plataforma. Abans d'això, molts dels seus vídeos havien estat restringits per edat pel seu contingut per a adults. El seu canal tenia al voltant d'1,8 milions de subscriptors i 78 milions de visualitzacions de vídeo abans de la seva finalització. La terminació va provocar crítiques tant de Delphine com dels seus fans, que van qüestionar si hi havia un doble estàndard entre les celebritats principals i els creadors de contingut independents com Delphine. El seu canal es va restablir aviat i YouTube va atribuir la terminació a "un error de l'equip de revisió". Al voltant d'aquesta època, Delphine va començar a publicar contingut per a adults i explícit al seu compte de Twitter. El 25 de desembre, va penjar el seu primer porno hardcore casolà al seu compte OnlyFans.
El gener de 2021, Delphine va publicar imatges d'un segrest de fantasia, que va provocar que diversos usuaris de Twitter l'acusessin de promoure la violació. Delphine va defensar la seva publicació, afirmant que "no hi ha res dolent en gaudir del joc de poder i del BDSM on ambdues persones estan d'acord".

## Recepció mediàtica i imatge pública

### Erotisme surrealista dels continguts

La cara ahegao de Belle Delphine va atreure una considerable atenció als mitjans en línia.

La persona i el contingut de Delphine ha despertat curiositat i escrutini tant d'usuaris en línia com de mitjans de comunicació. Diversos punts de venda, com Business Insider, The Cut, Kotaku i Polygon l'han descrit com una "troll" i diversos exemples de la seva activitat en línia com "acrobàcies". Molts d'aquests mitjans també afirmen que el contingut sovint eròtic de Delphine té una capa satírica i irònica. Business Insider va citar una resposta dels fans en particular, que va comparar Delphine amb un "Andy Warhol 2019". En referència a ella com "una troll surrealista que es va convertir en massa per a Instagram", la publicació també va classificar Delphine en el lloc 89 de l'edició 2019 de la seva llista UK Tech 100. L'objectiu de la llista és presentar les cent "persones més interessants, innovadores i influents que configuren l'⁣escena tecnològica del Regne Unit".
L'aspecte intencionadament "estrany" de la presència de Delphine a les xarxes socials s'ha observat sovint en la cobertura dels mitjans d'ella. Alex Galbraith, escrivint per a Complex, va comentar que les seves acrobàcies "excepcionalment estranyes" "semblan estar satiritzant tota la idea de la sexualitat". Escrivint per a Vice, Kitty Guo va descriure l'humor de Delphine com "ironyós i deliberadament desagradable", i va comentar que les seves fotografies de model tenen un "glamour llis". Bishop va escriure que Delphine "ha aprofitat amb èxit una subcultura en línia creant contingut que existeix entre les bromes a Internet i el modelatge eròtic. Per a molts dels seus seguidors, Delphine és una personalitat abans que sigui una model pornogràfica". Aoife Wilson, cap de vídeo d'⁣Eurogamer, va comentar positivament la persona i el contingut en línia de Delphine, afirmant que "[Delphine] és una empresària increïblement intel·ligent. Va guanyar un gran nombre de seguidors en línia gràcies al seu amor pel cosplay i la seva capacitat per replicar cares d'ahegao de la vida real. Ha mantingut aquest impuls en interactuar amb els seus seguidors i provar coses noves, sempre vorejant la línia entre sexy i surrealista. Ella coneix absolutament el seu públic".
Escrivint per a Kotaku, Joshua Rivera va opinar que la sexualitat oberta en el contingut de Delphine es presentava de manera satírica, "tenint en compte la seva llarga llista d'acrobàcies que tendeixen a subvertir o jugar amb tropes fetitxes ben establertes". Sobre la sexualitat que es troba a les seves publicacions a les xarxes socials, James Cook de The Telegraph va comentar que Delphine és "una d'una nova generació de celebritats de les xarxes socials, majoritàriament joves, que han trobat una manera d'aprofitar la cultura obsessiva i sexualitzada d'Internet per guanyar grans quantitats de diners, encara que d'una 'moda dubtosa'". També s'ha observat que Delphine és acusada sovint de fer-se semblar més jove, sobretot per "atendre les fantasies gairebé poc legals dels seguidors", a causa que utilitza regularment ortodòncies bràquets falses o porta dues cues pigtail per semblar molt més jove.
La mateixa Delphine considera que el seu modelatge entra en la categoria d'eròtica, però el desembre de 2020, quan se li va preguntar si considerava la seva activitat en línia com a art escènic, Delphine va disputar la idea. En comptes d'això, va descriure les seves accions com "només bromes" i va dir que li agrada "jugar" en línia, anomenant Internet "un lloc molt divertit per fer-ho i jugar".
També s'ha examinat l'ús del seu contingut de temes de la cultura popular japonesa. Originària del manga japonès dels anys 90, l'expressió facial ahegao va ser citada específicament pels mitjans de comunicació per la seva freqüència i prominència a les imatges de Delphine. Business Insider va dir que Delphine era "la més famosa" per les seves fotos ahegao, mentre que The Spectator es va referir a la seva replicació de l'expressió facial com la seva "ruptura" en línia. Dickson va escriure que les referències a la cultura japonesa al contingut de Delphine han despertat crítiques, ja que ha estat "acusada de racisme i d'apropiació cultural en el seu cosplay, així com d'aprofitar l'erotització de les noies joves". Per contra, la intèrpret adulta japonesa Marica Hase va declarar: "Veig els seus personatges de manga més com un homenatge i no racistes".

### Personatge d'e-girl i gamer girl
La seva associació amb una imatge d'e-girl ha estat coberta als mitjans de comunicació, amb publicacions que l'han citat com a influència en l'estètica d'e-girl que es troba habitualment a TikTok. Kotaku i Business Insider han descrit Delphine com una "e-girl autoconscient", i com una figura que alguns poden assenyalar com "un símbol de la primera onada d'e-girl", respectivament. Kitty Guo de Vice també va assenyalar que amb el temps, Delphine "es va modelar en l'ideal platònic d'una noia electrònica", a mesura que el seu contingut va començar a inclinar-se més cap a "una estètica pastel-fada-princesa-anime curosament elaborada". Guo també va etiquetar Delphine com una persona "extremadament en línia⁣".

També s'ha reconegut la seva associació amb una imatge de noia jugadora i els seus tropes o tòpics recurrents en els seus muntatges. Sobre la seva presència polaritzant a les xarxes socials, London Evening Standard va escriure que Delphine "ha provocat un gran debat en línia, amb els seguidors que la van marcar des d'una mestra manipuladora fins a un estereotip masclista nociu de les noies jugadores". Madeleine Aggeler de The Cut va estar d'acord, comentant:
La mateixa Delphine s'ha convertit en una mena de prova de Rorschach en línia, una figura en la qual la gent veu com un artista brillant de la performance fa un comentari mordaç sobre les expectatives de les dones en línia o algú que s'aprofita de manera cobarda dels tropes misògins de les dones jugadores i s'apropia de la cultura cosplay japonesa".

Després de l'èxit del producte d'aigua de bany de Delphine, Rivera va opinar que "fins i tot la noció daigua de bany de noia gamer'" juga amb tota mena d'estereotips sobre les dones als jocs i com els veuen alguns homes: com uns unicorns mítics per desitjar". Lela London, escrivint per a The Telegraph, va opinar que "perquè les dones realment escapin de l'adherència de gènere dels jocs, hem d'elevar més Gamer Girls no fetitxitzades al cim. Belle Delphine és la prova que encara hi ha molt camí per recórrer". EJ Dickson de Rolling Stones, va descriure les publicacions de Delphine com a molt "estranyes" i "ridícules", enlloc d'"obertament sexuals", i va opinar que "aquest contingut sembla indicar que Delphine s'està inclinant - si no parodiant obertament - la percepció de la noia ideal com una jove calenta i innocent, el desig de la qual de jugar a Fortnite només es veu eclipsat pel seu desig d'un noi jugador nerd". Dickson també va opinar sobre per què Delphine atreu molta controvèrsia, i va escriure que:
Delphine es comercialitza com una "noia gamer", que es compromet amb un estereotip molt específic sobre les dones als jocs. A la comunitat de videojocs, hi ha una percepció de llarga durada de les jugadores femenines com a buscadores d'atenció desesperades que es sexualitzen per obtenir més visualitzacions i aprofitar el desig dels nois excitats de contraparts femenines nerds.
El 2021, després de la seva transició a OnlyFans, el compte de Delphine es va assenyalar com un dels més populars de la plataforma; LA Weekly la va classificar com a número 6 al lloc web, anomenant Delphine la "Millor noia jugadora" de la plataforma, mentre que Men's Journal la va anomenar "una estrella del porno cosplay superior a OnlyFans".

## Videoografia
| ▶ | Indica vídeos que estan disponibles públicament a YouTube. |
| ⁒ | Indica vídeos que s'han fet privats a YouTube.             |
| ⊘ | Indica vídeos que s'han eliminat de YouTube.               |

| Nom del vídeo                                | Data de càrrega        | Descripció |              | Vídeo  | Notes |
| -------------------------------------------- | ---------------------- | --- | ------------ | ------ | ----- |
| "My everyday makeup!" ⁒                      | 14 d'agost de 2016     | Delphine demostra la seva rutina de maquillatge amb un estil tutorial.                                                         | 5,7 milions  |        | [ a ] |
| "Kawaii forest room tour!" ⁒                 | 5 de setembre de 2018  | Delphine fa un recorregut per la seva habitació, mostrant la seva estètica idiosincràtica.                                     | 6,1 milions  | [ 55 ] | [ c ] |
| "Meet my best friend" ⁒                      | 14 de juny de 2019     | La Delphine juga amb un pop mort.                                                                                              | 10,7 milions | [ 57 ] | N/A   |
| "How to become Belle Delphine" ⁒             | 4 de novembre de 2019  | Una paròdia de com es fan vídeos basats en "com convertir-se en Delphine".                                                     | 10,0 milions | [ 58 ] | N/A   |
| "I'm Back" ▶                                 | 17 de juny de 2020     | Un vídeo musical i paròdia de " Gooba " de 6ix9ine ; amb la veu de Senzawa.                                                    | 47,3 milions | [ 59 ] | [ g ] |
| "eat my ass" ⊘                               | 14 de juliol de 2020   | Un vídeo musical de "Kawaii Kitchen" de Doll.ia.                                                                               | 15,4 milions | [ 62 ] | [ i ] |
| "Plushie Gun" ⊘                              | 2 de setembre de 2020  | Un vídeo musical de "Plushie Gun" de Doll.ia.                                                                                  | 4,9 milions  | [ 63 ] | [ k ] |
| "Pewdiepie and Sive sent me a MYSTERY BOX" ⁒ | 28 de setembre de 2020 | Delphine obre una "caixa misteriosa" que li han enviat el YouTuber PewDiePie i el seu editor, Sive.                            | 2,5 milions  | [ 64 ] | N/A   |
| "I'm Doing Porn" ▶                           | 7 de desembre de 2020  | Un vídeo musical de "De$ign" de YFU Baby.                                                                                      | 21,0 milions | [ 65 ] | [ n ] |
| "my room tour" ▶                             | 14 de febrer de 2021   | Delphine fa un recorregut per la seva habitació i mostra la seva col·lecció de joguines sexuals.                               | 9,0 milions  | [ 66 ] | [ p ] |
| "I'll Never Leave U Again !!!!" ▶            | 25 d'abril de 2022     | Un anunci per al compte OnlyFans de Delphine.                                                                                  | 2,0 milions  | [ 67 ] | [ r ] |
| "GAMER BOY- Belle Delphine ft twomad" ▶      | 28 de juny de 2022     | Un vídeo musical i paròdia de " Sk8er Boi " d'Avril Lavigne. El vídeo inclou twomad, un altre creador de contingut de YouTube. | 0,5 milions  | [ 68 ] | N/A   |